# Nossis
Nossis (Νοσσίς) o Nóside de Locris fue una poeta griega helenística de Epizephyrian Locris en el sur de Italia. Parece haber estado activa a principios del siglo III AC, mientras escribía un epitafio para el dramaturgo helenístico Rhinthon. Principalmente escribió epigramas para dedicatorias religiosas y epitafios. Sus epigramas fueron inspirados por Safo, con quien ella dice rivalizar. También pudo haber sido influenciada por Erinna y Anyte. Antípatro de Tesalónica la incluyó en su canon de nueve poetas.
Nossis es una de las poetas griegas mejor conservadas, con doce epigramas atribuidos a ella conservados como parte de la Antología griega, la mayoría de los cuales son sobre mujeres. Uno de estos poemas (conservado como AP 5.170) está inspirado en el fragmento 16 de Safo. Meleagro de Gadara, en su Guirnalda, la incluye entre los cantantes griegos más distinguidos. Antípatro de Tesalónica  la ubica entre los nueve poetas que merecían el honor de competir con las Musas. 
Nossis afirma en su trabajo que su madre se llamaba Theuphila, la hija de Cleouchas. En otro epigrama menciona que tuvo una hija llamada Melinna, quien se ha considerado que pudiera ser la poeta Melino. 

## Otras lecturas
- SORKIN RABINOWITZ, Nancy;[10] AURANGER, Lisa: Entre las mujeres: de lo homosocial a lo homoerótico en el mundo antiguo; SKINNER, Marilyn B.: "Afrodita Garlanded: Erôs y creatividad poética en Safo y Nossis". Servicio de publicaciones de la Universidad de Texas en Austin. 2002.

- BOWMAN, Laurel: Nossis, Safo y la poesía helenística"; en Ramus, 27; 1: 39–59. 1998.

- GIGANTE, Marcello:[11] Nosside; 29: 22-39. 1974.

- GOW, A. S. F.;[12] PAGE, D. L.[13] (edd.): La antología griega: epigramas helenísticos, en 2 vols. Cambridge. 1965.

- GUTZWILLER, K. J.:[14] Guirnaldas poéticas: epigramas helenísticos en contexto. Berkeley, Los Angeles y Londres. 1998.

- SKINNER, M. B.: Nossis sáfica; en Arethusa, 22: 5–18. 1989.

- POMEROY, S. B.[15] (ed.): Historia de la mujer e historia antigua (Women's History and Ancient History). Chapel Hill y Londres. 1991. Pp. 20–47.
  - SKINNER, M. B: Nossis Thêlyglôssos: el texto privado y el libro público.

- LARDINOIS, André; McCLURE, L. (edd.): Making Silence Speak: Women's Voices in Greek Literature and Society (Que hable el silencio: la voz de las mujeres en la literatura y en la sociedad griegas). Princeton. 201–2.
  - SKINNER, M. B: 2001. Día de las Mujeres en el Instituto de Arte: Teócrito, Herodas y la mirada de género.